# Republikflucht
Republikflucht е термин, с който в бившата Източна Германия нарича опит за бягство от страната в тогавашната Западна Германия.
Държавното ръководство се противопоставя на подобни опити, изграждайки заграждения по вътрешногерманската граница и нареждайки на граничарите да стрелят по всеки нарушител. Така по при нея, както и по границата между Източен Берлин и Западен Берлин, загиват около 800 души.
Ръководството на ГДР има договореност с правителството на НРБ за екзекутиране на всички бегълци. За всеки екзекутиран беглец граничарят-убиец получава 1000 ДМ и 3 дни отпуск. По неофициални данни така намират смъртта си 19 души, а по неофициални – много повече, тъй като предприетите бягства са към 2000.